# M706
Der M706 bzw.  Cadillac Gage Commando ist ein US-amerikanischer Vierrad-Spähpanzer.
Ursprünglich wurde der M706 Commando von Cadillac Gage (heute Textron Systems) für den Export entwickelt. Als 1964 die ersten Fahrzeuge in Serie produziert wurden, war der Krieg in Vietnam in vollem Gange. Die United States Army suchte nach einem als Späh- und Begleitfahrzeug geeigneten Fahrzeug. Der M706 bewährte sich in diesem Aufgabenbereich. Hauptaufgaben waren der Schutz von Konvois, das Niederschlagen von Aufständen und die Bekämpfung von Hinterhalten. Die meisten dieser Fahrzeuge wurden von der südvietnamesischen Armee eingesetzt. Das jamaikanische Heer setzt heute noch drei Fahrzeuge des Typs ein.
Der M706 ist amphibisch. Im Wasser erfolgt der Antrieb über die Räder.
Die aufgerüstete Version V-200 wurde nach Singapur verkauft. Seit Anfang der 1970er-Jahre wird der M706 durch den V-150 und den V-300 ersetzt.
Guatemala baute für seine Armee wegen eines US-Militärembargos auf der Grundlage des V-150 eine eigene Version mit der Bezeichnung Armadillo. Das Fahrgestell stammte von zivilen Lastkraftwagen.
Der M706 wurde von in den 1990er Jahren von Textron Systems zum M1117 Guardian Armored Security Vehicle weiterentwickelt, zusammen bilden diese Fahrzeuge die Commando-Familie.